# Karmele Llano
Karmele Llano Sánchez (Bilbao, 10 de julio de 1978) es una activista ambiental, primatóloga y veterinaria española. 

## Trayectoria

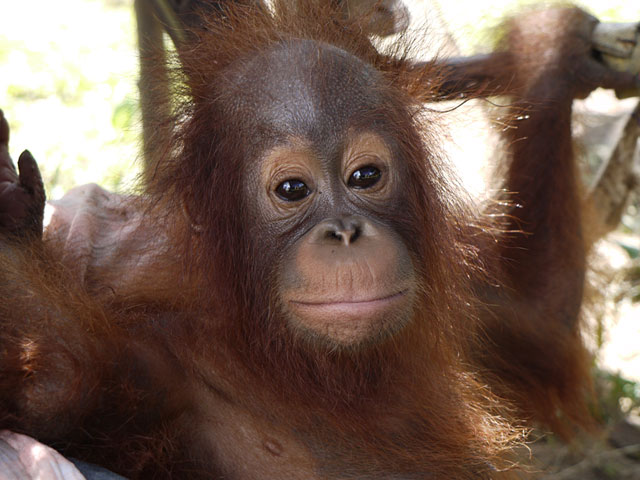
Bunga, uno de los orangutanes rescatados por la IAR

En 2003, se licenció en veterinaria por la Universidad de León, finalizó sus estudios en la Universidad de Utrecht (Países Bajos) y obtuvo el doctorado en 2011 en la Murdoch University de Australia donde cursó el Máster de Veterinaria en Medicina de la Conservación.

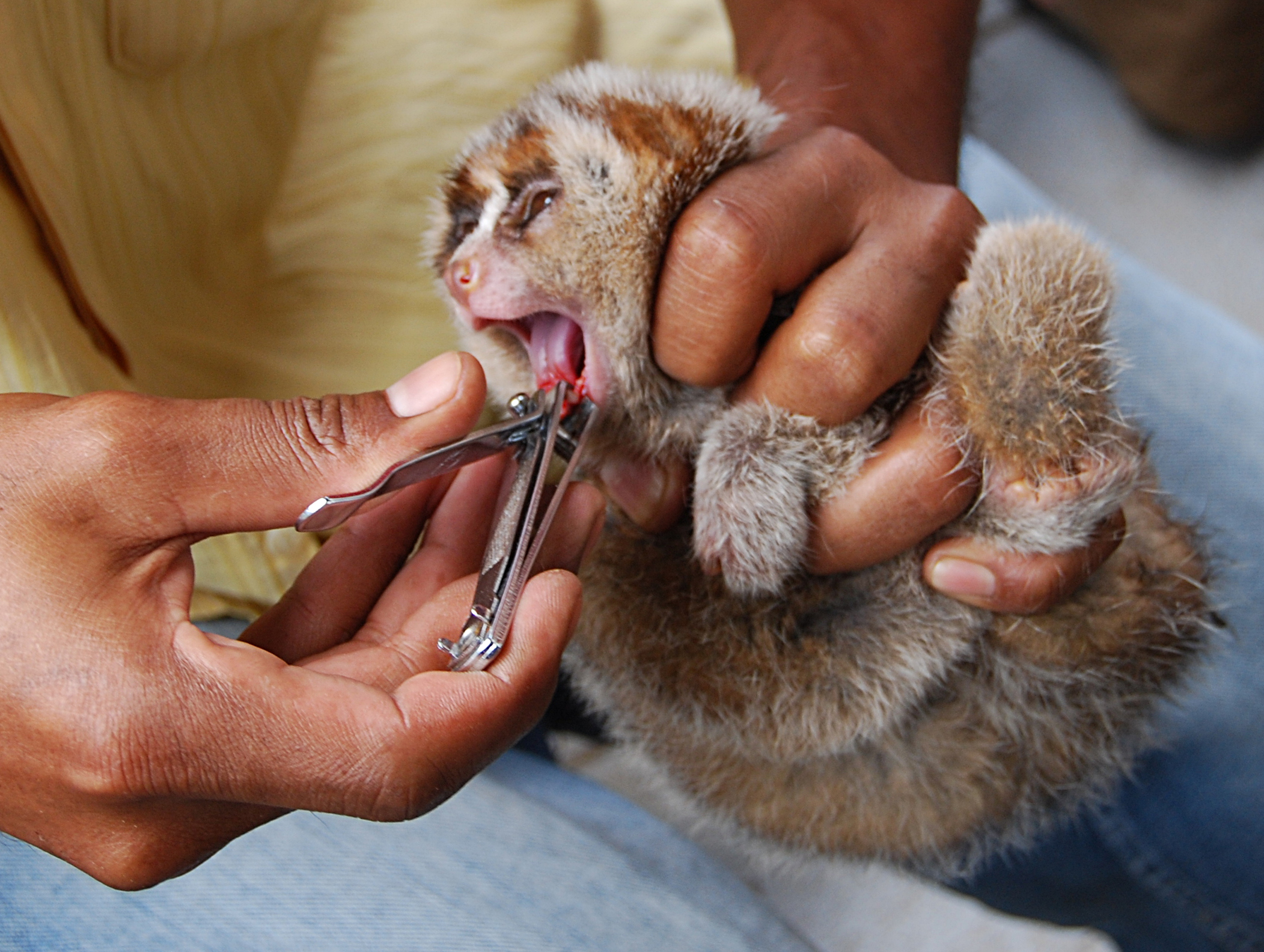
Un colaborador de la Doctora Llano muestra los dientes de un Loris en uno de los centros de rescate de IAR

Tras trabajar en centros de recuperación de especies en Venezuela y Países Bajos en 2003 viajó a Indonesia para colaborar como voluntaria en los centros de rescate de animales salvajes, donde permaneció más de diez años. Comenzó a trabajar en Yakarta, acompañando a la policía local en redadas orientadas a la liberación de especies protegidas. Se ocupaba de curar a los ejemplares heridos y rescatar a los orangutanes que eran vendidos en el mercado internacional y utilizados en sesiones de zoofilia en los prostíbuloso exhibidos en combates de boxeo en los locales de Tailandia.
Se convirtió en directora ejecutiva de la Yayasan IAR Indonesia (International Animal Rescue), una ONG británica dedicada a la defensa de la vida salvaje. Su actividad, centrada en loris, macacos y orangutanes en los centros de Bogor y Ketapang.
Desde el 17 de enero de 2014, el centro de rescate de orangutanes de Yayasan IAR Indonesia se ha convertido en el primer lugar asiático en obtener la acreditación de la Global Federation of Animal Sanctuaries (GFAS), credencial de ámbito mundial que certifica y avala al centro como santuario de animales salvajes.

## Reconocimientos
En 2007, fue reconocida con el Premio Naider Acción y Compromiso que otorga Naider, una organización española comprometida con la construcción de una sociedad económicamente innovadora, socialmente justa y ecológicamente responsable. Naider describió a Llano como una «persona de indudable valor que encarna las cualidades y la defensa de los principios que son fundamentales para la visión de un mundo sostenible».
En 2020, fue reconocida con el Premio Mundial a la Conservación de la Biodiversidad de la Fundación BBVA. Unos años después, en 2024, su proyecto 'One Health para la protección de la biodiversidad en Indonesia', recibió el Premio de la Organización Colegial Veterinaria (OCV).

## Publicaciones (selección)
- 2007 – “Los últimos orangutanes”. Información Veterinaria, (11), 22-23. Chicago
- 2007 – “Tráfico de especias salvajes”. Información Veterinaria, (10), 16-17. Chicago
- 2007 – “Animales y Enfermedades Exóticas: ¿Dónde está el Riesgo de Pandemia?” Información Veterinaria, (4), 20-22. Chicago
- 2009 – “Malu-Malu: el mono tímido”. Información Veterinaria, (07), 15-18.
- 2015 – Light and scanning electron microscopic observations of the nematode (Rictulariidae) parasitizing the Javan slow loris (Nycticebus javanicus) in Indonesia. VVAA.